# Parco naturale della Collina di Superga
Il parco naturale della Collina di Superga è un'area naturale protetta regionale del Piemonte. L'area è gestita insieme a numerose altre aree dall'Ente di gestione delle aree protette del Po torinese.

## Sintesi
Le bellezze naturali e paesaggistiche, la straordinaria ricchezza floristica e i tesori architettonici, che vanno dalla basilica di Superga al complesso di ville e cascine sviluppatosi tra il 1600 e il 1800, fanno del parco un'area di primaria importanza nei confronti della città di Torino, quale risorsa ambientale e per la fruizione turistico-ricreativa.
Una fitta rete di sentieri consente piacevoli passeggiate ed escursioni alla scoperta dell'area protetta e costituisce un privilegiato contesto per la pratica di attività sportiva all'aria aperta.

## Flora
Le numerose specie di conifere presenti (tra cui il pino strobo e l'abete) non sono autoctone a quote così basse e infatti furono impiantate negli anni 50 e 60 durante i lavori di costruzione della strada Panoramica che collega Pino Torinese con la basilica di Superga.

## Sede amministrativa
Cascina Le Vallere - Corso Trieste, 98 - 10024 Moncalieri (TO)